# Thala Rock
Thala Rock är en kulle i Antarktis. Den ligger i Östantarktis. Australien gör anspråk på området.
Terrängen runt Thala Rock är platt. Havet är nära Thala Rock åt nordväst. Trakten är glest befolkad. Närmaste befolkade plats är Davis Station, 4,8 kilometer sydost om Thala Rock. 